# Kumbhalgarh

Kumbhalgarh (hindiül: कुंभलगढ़ vagy कुम्भलगढ़) egy 15. században épült hatalmas erőd az indiai Rádzsasztán államban. Udaipurtól közúton kb. 100 km-re északra fekszik. A rádzsasztáni hegyi erődök egyikeként a kulturális világörökség része.
Az erőd a 15. században épült, majd a 19. század folyamán még tovább kibővítették. Az Aravalli-hegység mélyén megbúvó erőd megközelítése még napjainkban is nehézkes, de megéri a fáradságot. A fellegvárat, amelybe hét erődített kapun keresztül lehet bejutni, roppant védművek övezik, valóságos sasfészekként trónol egy hegycsúcson. Az 1050 m magasan stratégiai helyet elfoglaló vár Mévár szeme néven is ismert volt, mert kitűnő rálátást nyújtott a környékre. Rádzsásztán egyik legbevehetetlenebb várának tartották. Falai olyan szélesek voltak, hogy hat lovas lovagolhatott rajtuk egymás mellett. A lőrésekkel ellátott várfalak a kisebb Kartárgarh-várat, számos palotát és templomot, víztározókat és istállókat zárnak közre.

## Galéria

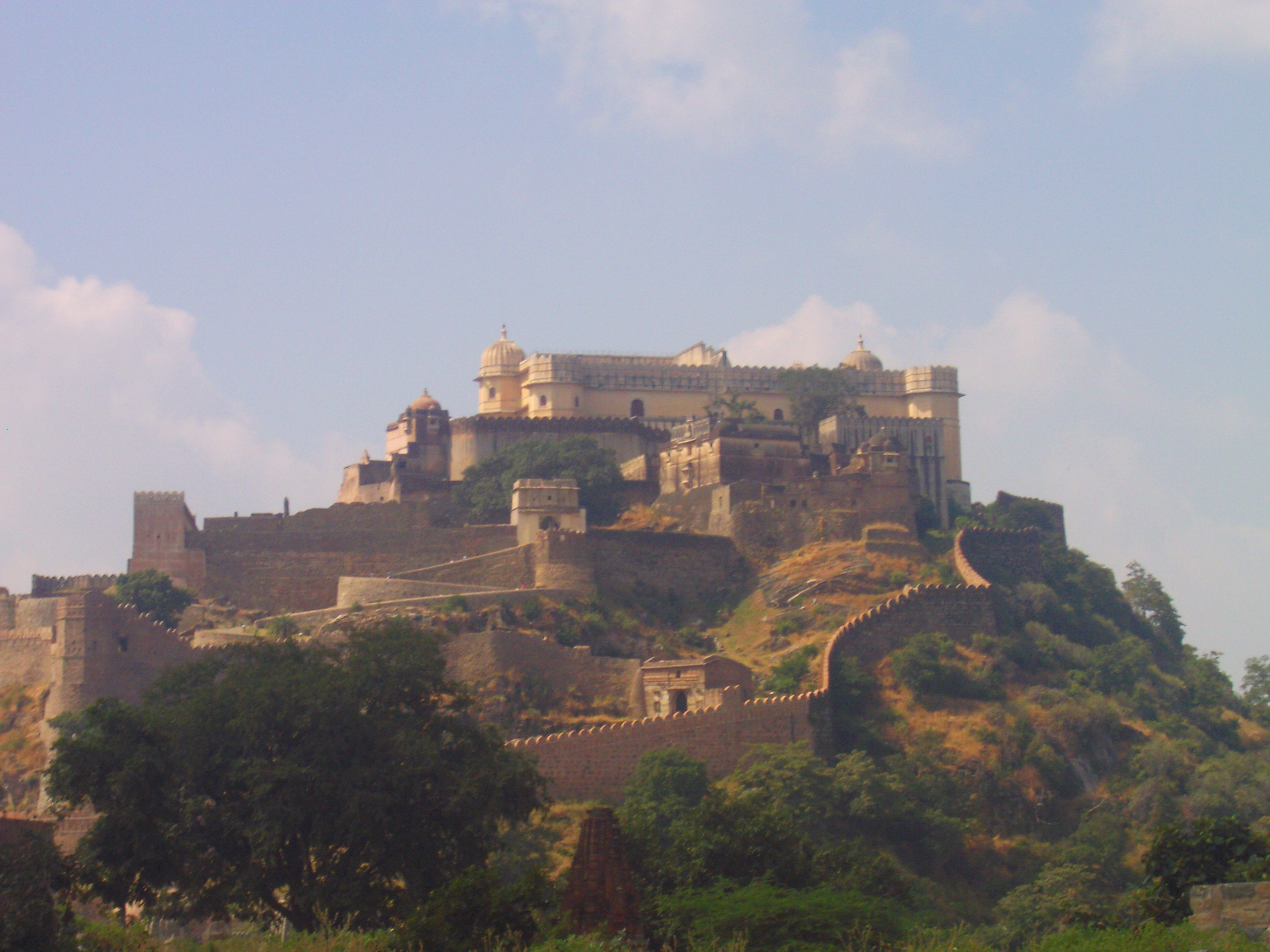
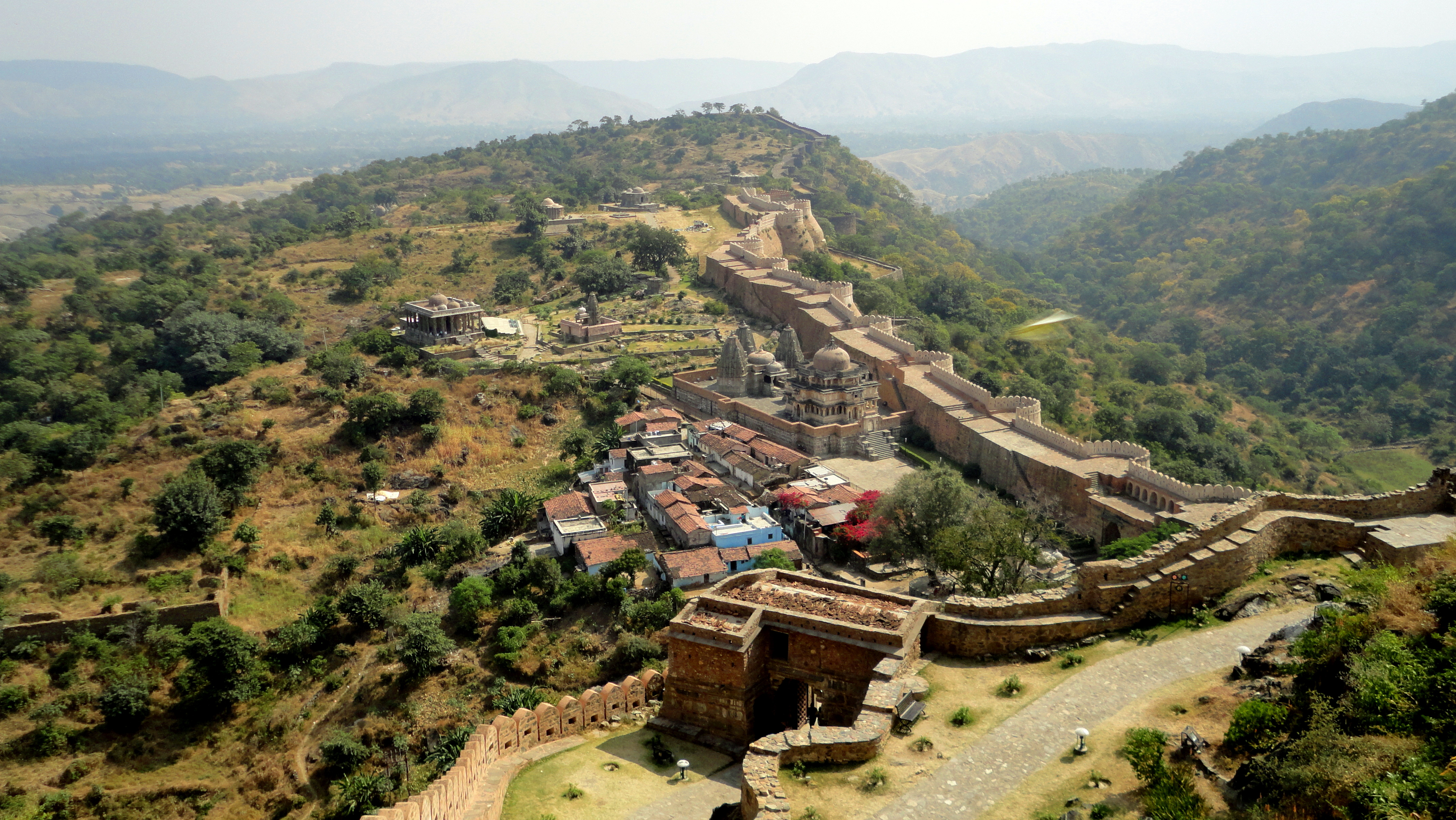
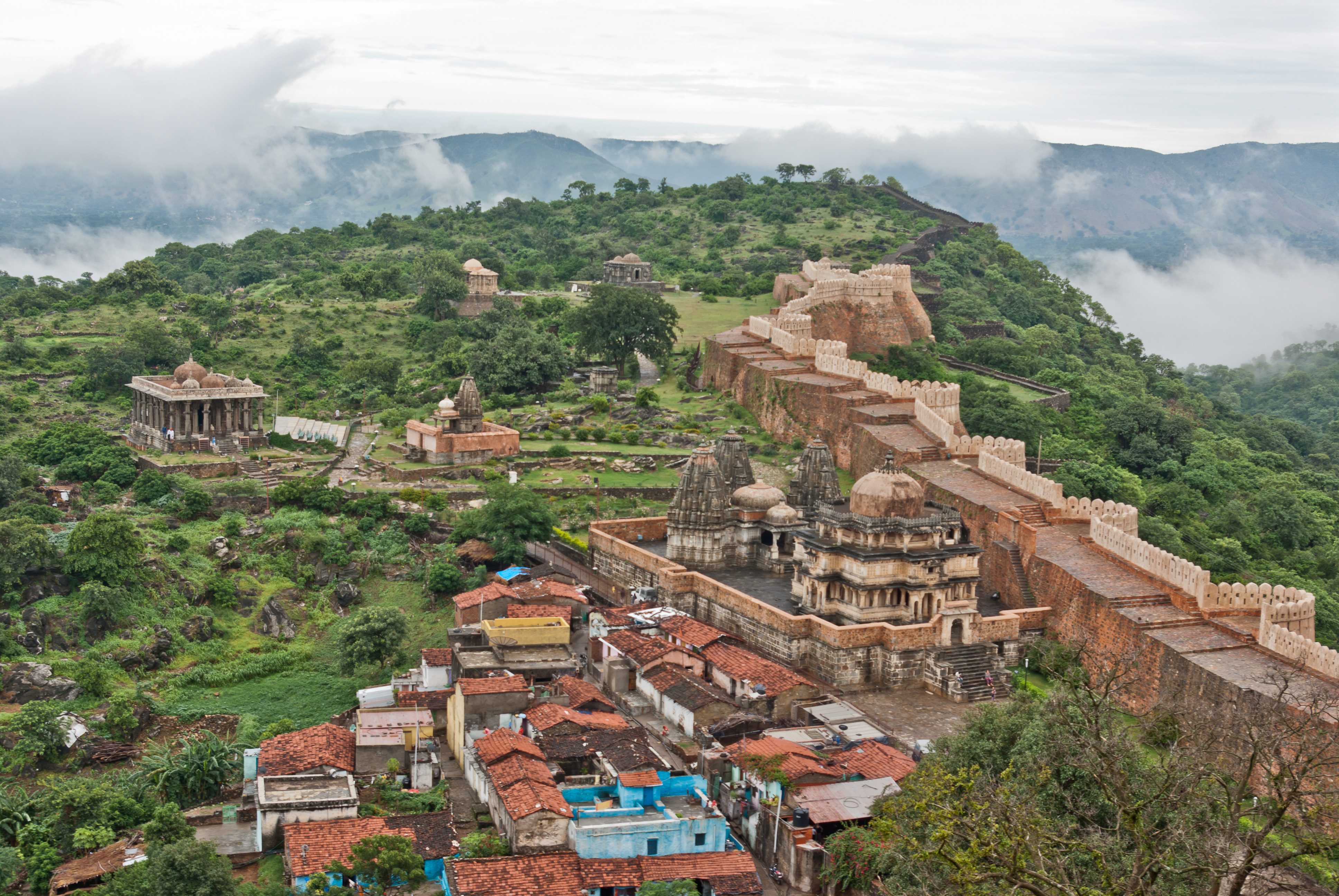
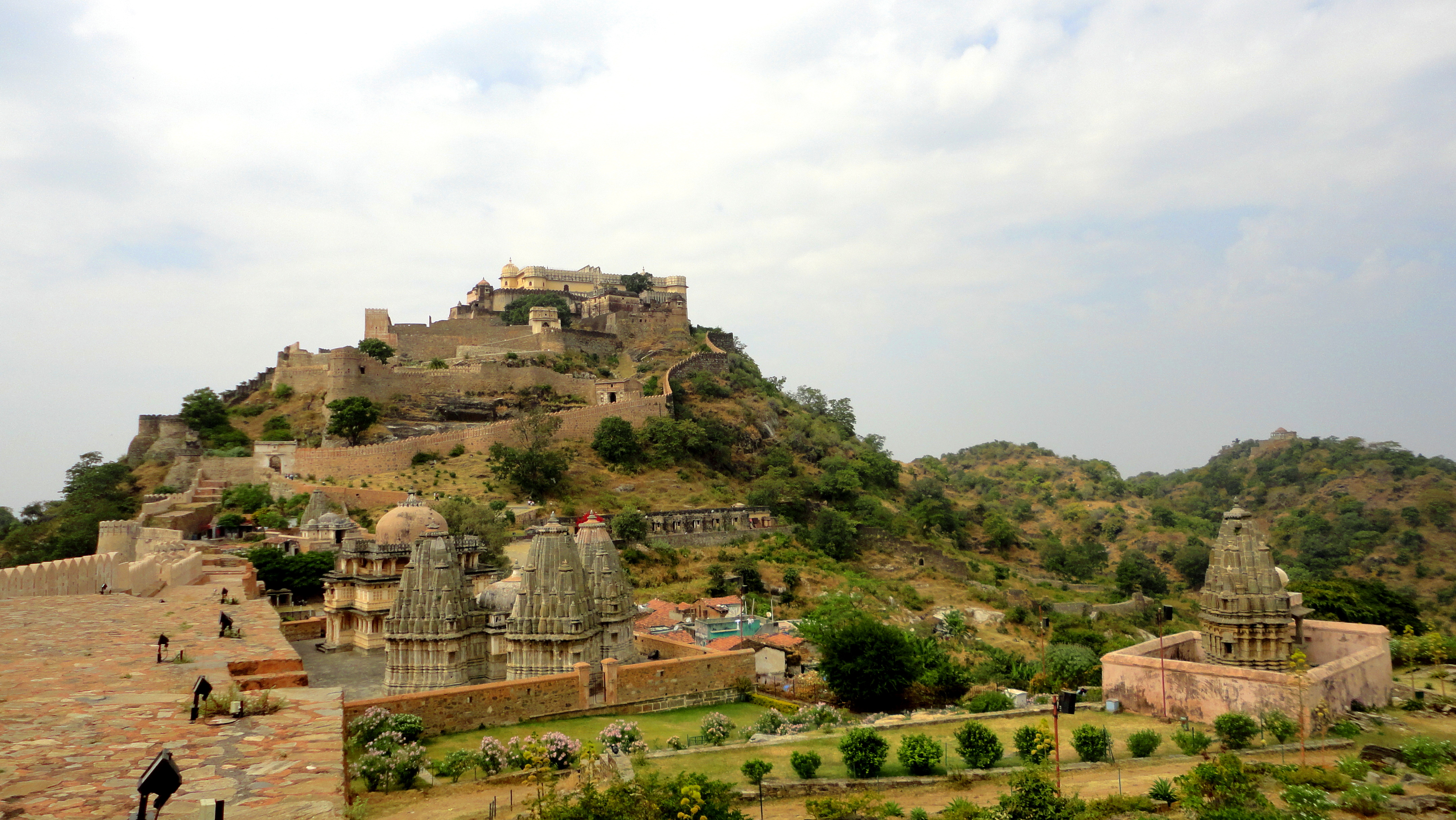
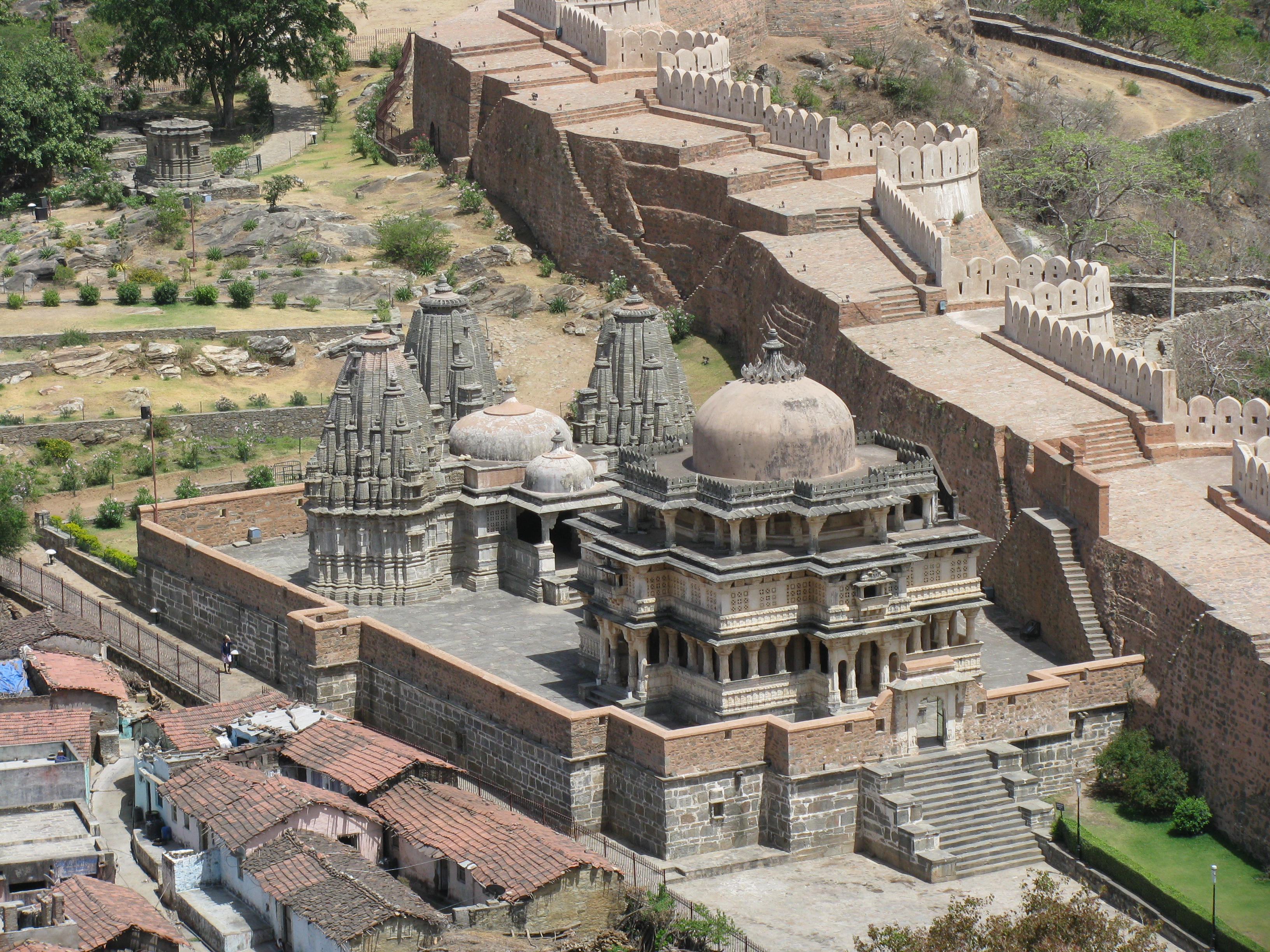
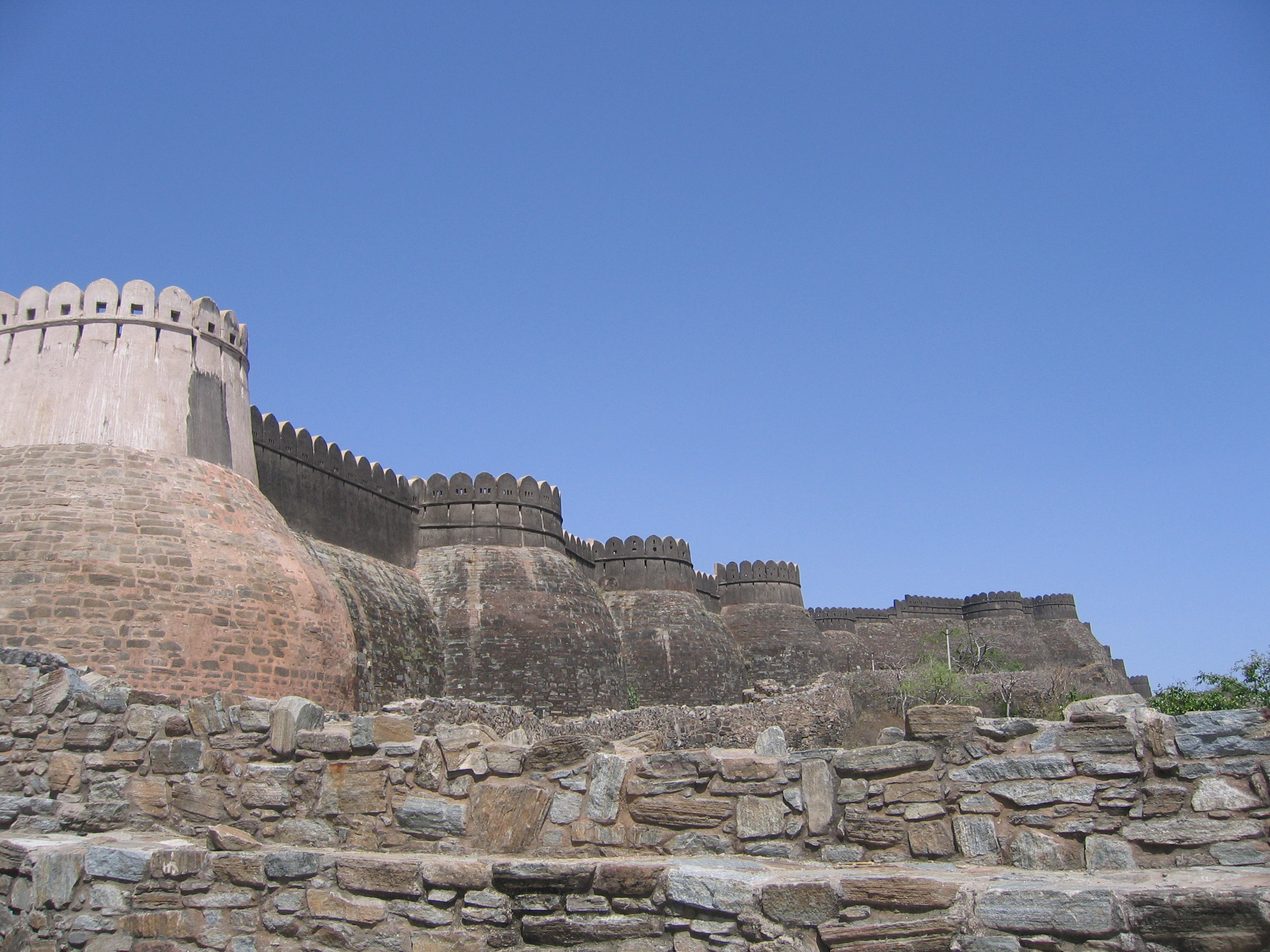

## Fordítás
Ez a szócikk részben vagy egészben  a   Kumbhalgarh című angol Wikipédia-szócikk fordításán alapul.  Az eredeti cikk szerkesztőit annak laptörténete sorolja fel. Ez a jelzés csupán a megfogalmazás eredetét és a szerzői jogokat jelzi, nem szolgál a cikkben szereplő információk forrásmegjelöléseként.